# Province de León
Pour les articles homonymes, voir Léon.
La province de León (en espagnol : Provincia de León) est une des neuf provinces de la communauté autonome de Castille-et-León, dans le nord-ouest de l'Espagne. Sa capitale est la ville de León.

## Géographie
La province de León est bordée au nord par les Asturies, au nord-est par la Cantabrie, à l'est par la province de Palencia, au sud par les provinces de Zamora et de Valladolid et à l'ouest par les provinces de Orense et de Lugo.
À cheval sur les chaînes montagneuses du nord de la péninsule Ibérique, cordillère Cantabrique, monts de León, monts Aquilianos, et le haut-plateau (la meseta), elle présente une grande diversité de paysages et de terroirs.

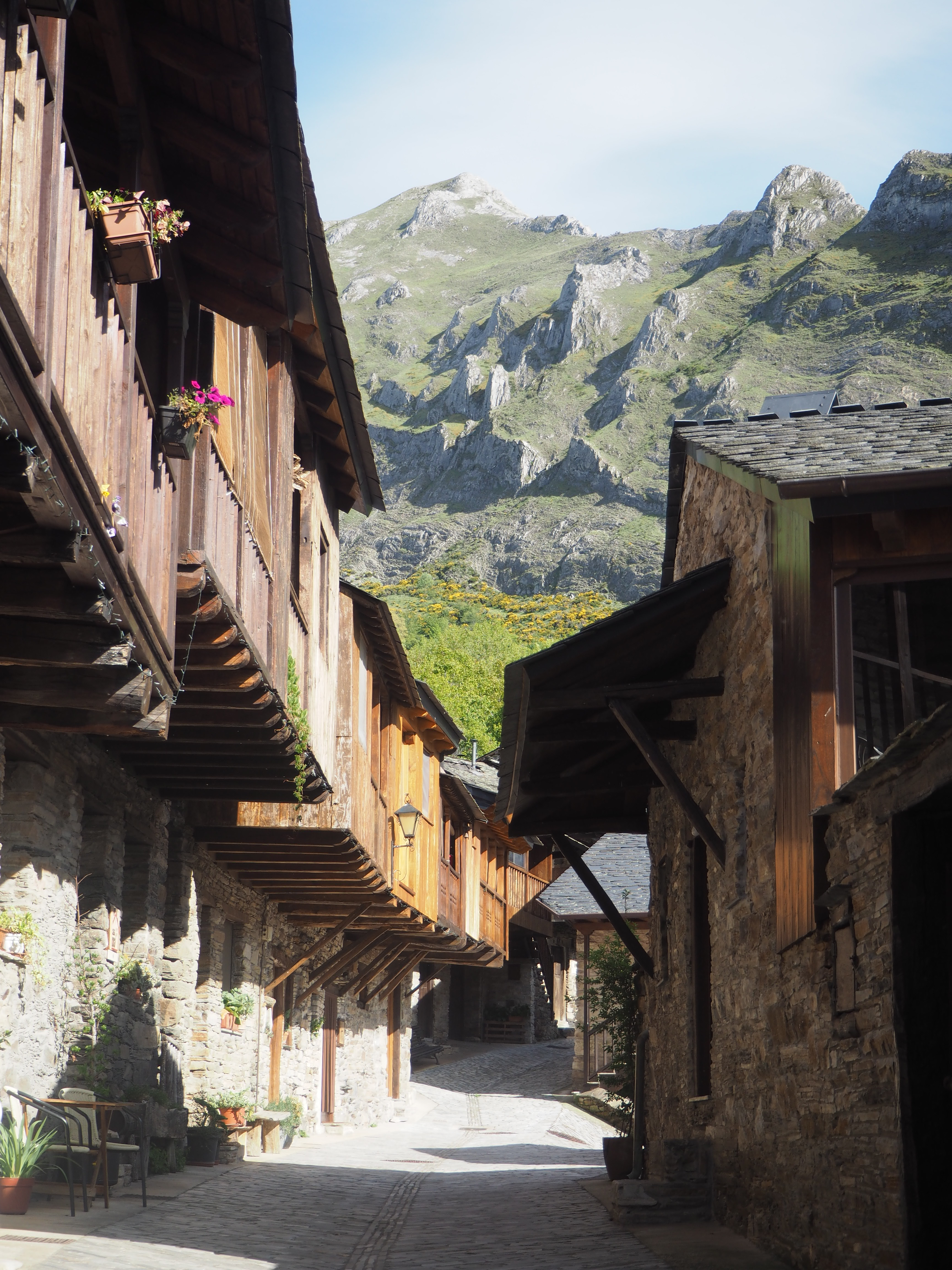
Peñalba de Santiago, village médiéval du Bierzo.

## Histoire

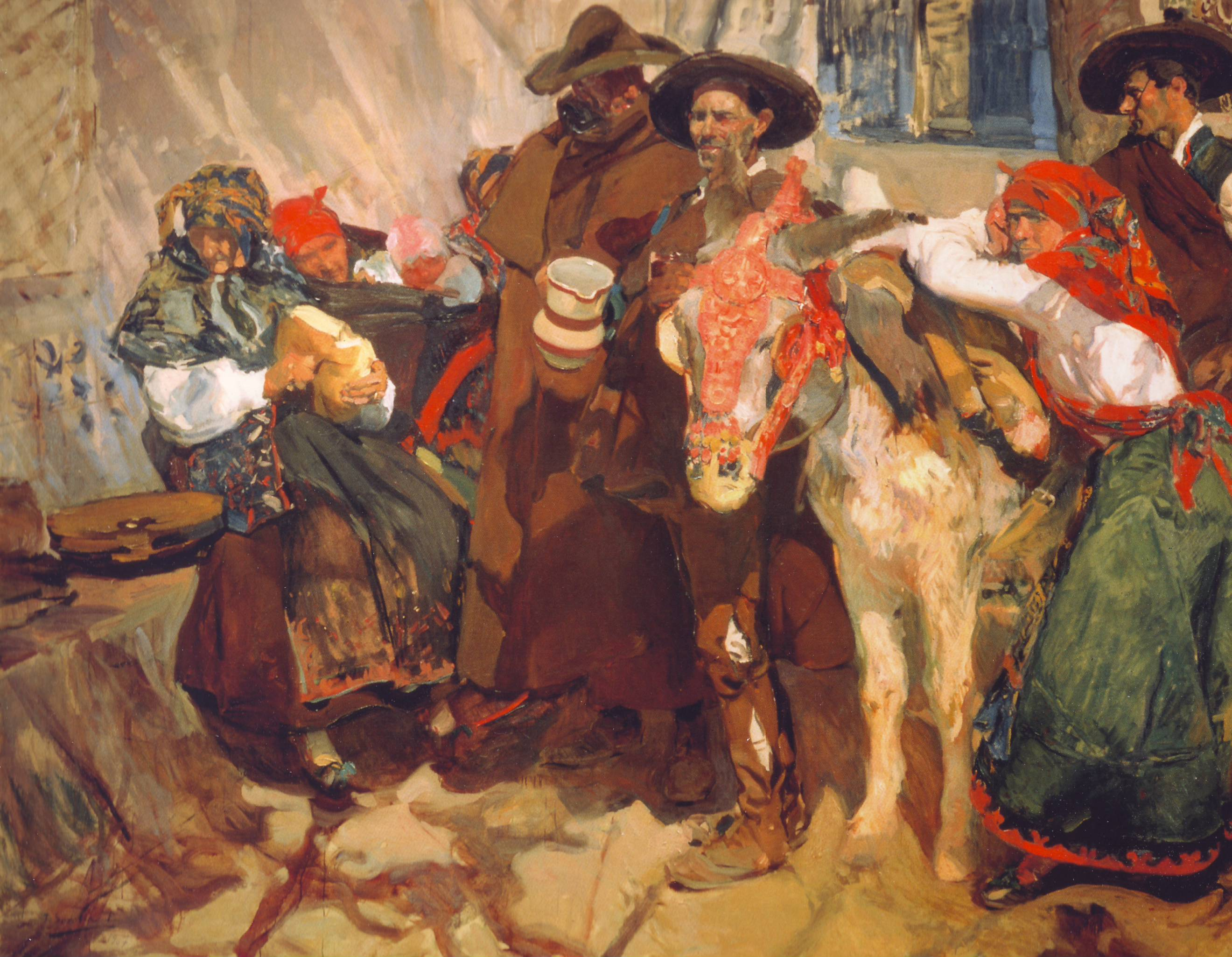
Paysans léonais, 1907
Joaquín Sorolla
The Hispanic Society of America, New York

## Subdivisions

### Comarques
La province de León compte actuellement dix comarques non officielles dites « agricoles ».
- Tierra de Astorga (es)
- Tierra de La Bañeza (es)
- El Bierzo
- La Cabrera
- Esla-Campos
- Montaña de Luna (es) ou Montaña Occidental (es)
- Montaña de Riaño ou Montaña Oriental
- Páramo Leonés (es)
- Tierra de Sahagún
- Tierra de León

### Communes
La province compte 211 communes (municipios en espagnol).